# レバノンロケット協会 (映画)
『レバノンロケット協会』(レバノンロケットきょうかい)は、レバノンとフランスによる1960年代のレバノンを舞台とするドキュメンタリー映画作品。

## 概要
1960年代のレバノンでCedarロケットを開発したレバノンロケット協会の活動とその盛衰をドキュメンタリー仕立てで扱う。当時、ソビエトとアメリカが宇宙開発において覇を競っていたが、レバノンの若者達も触発され、独自にロケットの開発に参入した。1961年4月に中東で最初に武器ではないロケットの打ち上げに成功したものの、周辺国等からの政治的圧力により中止させられた。レバノン内戦に伴う社会的混乱により、長らく忘れ去られていたが、近年、再評価の機運が高まり、気鋭の監督により、映画化された。